# Hamburg European Open 2019
L'Hamburg European Open 2019, precedentemente noto come German Open, è stato un torneo di tennis giocato sulla terra rossa. È stata la 113ª edizione dell'evento che fa parte della categoria ATP Tour 500 nell'ambito dell'ATP World Tour 2019. Si è giocato all'Am Rothenbaum di Amburgo, in Germania, dal 22 al 28 luglio 2019.

## Partecipanti ATP singolare

### Teste di serie
| Nazionalità | Giocatore           | Ranking* | Testa di serie |
| ----------- | ------------------- | -------- | -------------- |
| Austria     | Dominic Thiem       | 4        | 1              |
| Germania    | Alexander Zverev    | 5        | 2              |
| Italia      | Fabio Fognini       | 9        | 3              |
| Georgia     | Nikoloz Basilašvili | 16       | 4              |
| Francia     | Benoît Paire        | 28       | 5              |
| Serbia      | Laslo Đere          | 32       | 6              |
| Germania    | Jan-Lennard Struff  | 35       | 7              |
| Cile        | Cristian Garín      | 37       | 8              |

* Ranking aggiornato al 15 luglio 2019.

### Altri partecipanti
Giocatori che hanno ricevuto una Wild card:
- Daniel Altmaier
- Yannick Hanfmann
- Rudolf Molleker
- Alexander Zverev

Il seguente giocatore è entrato in tabellone come special exempt:
- Salvatore Caruso

I seguenti giocatori sono passati dalle qualificazioni:

- Hugo Dellien
- Julian Lenz
- Thiago Monteiro
- Sumit Nagal

Il seguente giocatore è entrato in tabellone come lucky loser:
- Alejandro Davidovich Fokina

### Ritiri
Prima del torneo
- Salvatore Caruso → sostituito da  Alejandro Davidovich Fokina

## Partecipanti al doppio

### Teste di serie
| Nazionalità | Giocatore      | Nazionalità | Giocatore      | Ranking* | Testa di serie |
| ----------- | -------------- | ----------- | -------------- | -------- | -------------- |
| Croazia     | Ivan Dodig     | Croazia     | Mate Pavić     | 47       | 1              |
| Germania    | Kevin Krawietz | Germania    | Andreas Mies   | 47       | 2              |
| Austria     | Oliver Marach  | Austria     | Jürgen Melzer  | 59       | 3              |
| Paesi Bassi | Robin Haase    | Paesi Bassi | Wesley Koolhof | 59       | 4              |

* Ranking aggiornato al 15 luglio 2019.

### Altri partecipanti
Coppie che hanno ricevuto una Wild card:
- Daniel Altmaier /  Johannes Härteis
- Rudolf Molleker /  Nenad Zimonjić

La seguente coppia è passata dalle qualificazioni:
- Julian Lenz /  Daniel Masur

## Punti e montepremi
| Torneo              | V        | F        | SF      | QF      | 2T      | 1T      | Q    | Q2     | Q1     |
| Singolare           | 500      | 300      | 180     | 90      | 45      | 0       | 20   | 10     | 0      |
| Premi in denaro (€) | €354 845 | €178 220 | €89 925 | €47 260 | €23 620 | €13 065 | €0   | €5 025 | €2 515 |
| Doppio              | 500      | 300      | 180     | 90      | N.D.    | 0       | 45   | 25     | 0      |
| Premi in denaro (€) | €111 490 | €54 570  | €27 370 | €14 040 | N.D.    | €7 260  | N.D. | N.D.   | N.D.   |

## Campioni

### Singolare
Nikoloz Basilašvili ha sconfitto in finale  Andrey Rublev con il punteggio di 7–5, 4–6, 6–3.
- È il terzo titolo in carriera per Basilašvili, primo della stagione e secondo consecutivo ad Amburgo.

### Doppio
Oliver Marach /  Jürgen Melzer hanno sconfitto in finale  Robin Haase /  Wesley Koolhof con il punteggio di 6–2, 7–6(3).